# Porcellionides parvulus
Porcellionides parvulus är en kräftdjursart som först beskrevs av Gustav Budde-Lund 1885.  Porcellionides parvulus ingår i släktet Porcellionides och familjen Porcellionidae. Inga underarter finns listade i Catalogue of Life.